# Klimptjärnen (Järvsö socken, Hälsingland)
Klimptjärnen är en sjö i Ljusdals kommun i Hälsingland och ingår i Ljusnans huvudavrinningsområde. Sjön har en area på 0,0509 kvadratkilometer och ligger 317,1 meter över havet.
Klimptjärnen ligger i Rossenområdet Natura 2000-område.

## Delavrinningsområde
Klimptjärnen ingår i det delavrinningsområde (683349-149645) som SMHI kallar för Utloppet av Rossen. Medelhöjden är 309 meter över havet och ytan är 23,74 kvadratkilometer. Räknas de 10 avrinningsområdena uppströms in blir den ackumulerade arean 56,15 kvadratkilometer. Rossån som avvattnar avrinningsområdet har biflödesordning 3, vilket innebär att vattnet flödar genom totalt 3 vattendrag innan det når havet efter 100 kilometer. Avrinningsområdet består mestadels av skog (69 procent). Avrinningsområdet har 3,48 kvadratkilometer vattenytor vilket ger det en sjöprocent på 14,7 procent.